# Grad Domačale
Grad Domačale (nem: “Schloss Damtschach“) je grajski kompleks, ki sega v začetek 16. stoletja in se nahaja na zahodnem obrobju kraja Domačale v občini Vernberk na Koroškem; 10 km vzhodno of Beljaka. Grajski kompleks s samim gradom in dvorcem je od leta 1847 v lasti družine Orsini-Rosenberg. 

## Zgodovina
Po oboroženih spopadih  med rimsko-nemškim cesarjem Friderikom III. z madžarskim kraljem Matija Korvin, v katerih je bil porušen  Grad Aichelberg, se je današnji grad Domačale razvil iz nekdanje utrjene grajske pristave. Cesar Maksimilijan I. je dovolil gospodarju pristave oziroma dvorca, Avguštinu Khevenhüllerju, da je razširil dvorišče, zgradil gosposko bivališče, v katerem pa družina Khevenhüller ni živela, saj je raje ostala v bližnjih gradovih Vernberga in Vajškre. Samo posest Domačale so upravljali skrbniki. 
Leta 1629 je bilo gospostvo Domačale, Aichelberg in Vernberk skupaj z ostalimi posesti barona Pavla von Khevenhüller-ja, ker so se morali koroški protestanti izseliti, prodano grofu Hansu Sigmund von Wagenspergu. Prek vnukinje kupca so do posesti in dvora prišli grofje Galler,  ki so ga leta 1684 razširili kot baročno palačo. Po prevzemu posesti s strani grofa Klemensa Ferdinanda Kaisersteina leta 1715, so novi lastniki grad bistveno razširili z gradnjo novih pristav in bivališča za upravnika. Po ponovni spremembi lastništva, ki je prešlo na barone Jöchlinger iz Jochensteina (1817) je bil grad leta 1824 dograjen v angleškem slogu. Sedanji lastniki družina grofov Orsini-Rosenberg  grad posedujejo že od leta 1847. Trenutni lastnik je Markus Orsini-Rosenberg, ki na gradu vodi galerijo. Grad je bil obnovljen leta 1999. Zapuščen park je bil obnovljen, tako da je znova prepoznaven njegov prvotni koncept.

## Grad
Glavna stavba grajskega kompleksa je dvonadstropna baročna stavba s tremi podkvastimi krili, ki je odprta proti vzhodu v smeri palače Severna in zahodna krila so bila zgrajena že v 16. stoletju. Na južni strani dvorišča je majhna fontana iz marmorja, nastala okrog leta 1600.

## Grajska cerkev
Gradska cerkev je posvečena Janez Krstnik se nahaja v južnem delu gradu. Stala je že leta 1431, ko je prvič omenjena posvetitev stavbe. Grofica Maria Izabela Galler (rojena Staudach) je med letoma 1684 in 1695 na mestu stare zgradbe dala zgraditi današnjo cerkev. Leta 1787 je bila grajska kapela povzdignjena v župnijsko cerkev, ki je ostala do otvoritve bližnje nove župnijske cerkve leta 2003. Od konca 17. stoletja je na zahodnem portalu vzidana plošča, ki prikazuje dvojni grb Galler-Staudachov.

## Grajski park
Grajski vrt in park je dal leta 1824 urediti državni baron Feliks Wolfgang Jöchlinger iz Jochensteina v angleškem slogu z biedermeierskim ali romantičnim pridihom.